# Luigi Maria Grassi
Luigi Maria Grassi (Mondovì, 7 marzo 1887 – Alba, 5 aprile 1948) è stato un vescovo cattolico italiano.
Personaggio di primo piano della Resistenza nell'Albese, Grassi avviò una serie di operazioni diplomatiche pacifiche con il governo fascista mirate a impedire l'uccisione e l'internamento nei campi di concentramento di partigiani e altri dissidenti del territorio. Grassi viene anche ricordato per i suoi numerosi contributi nei confronti dell'Azione Cattolica e della diocesi di Alba.

## Biografia

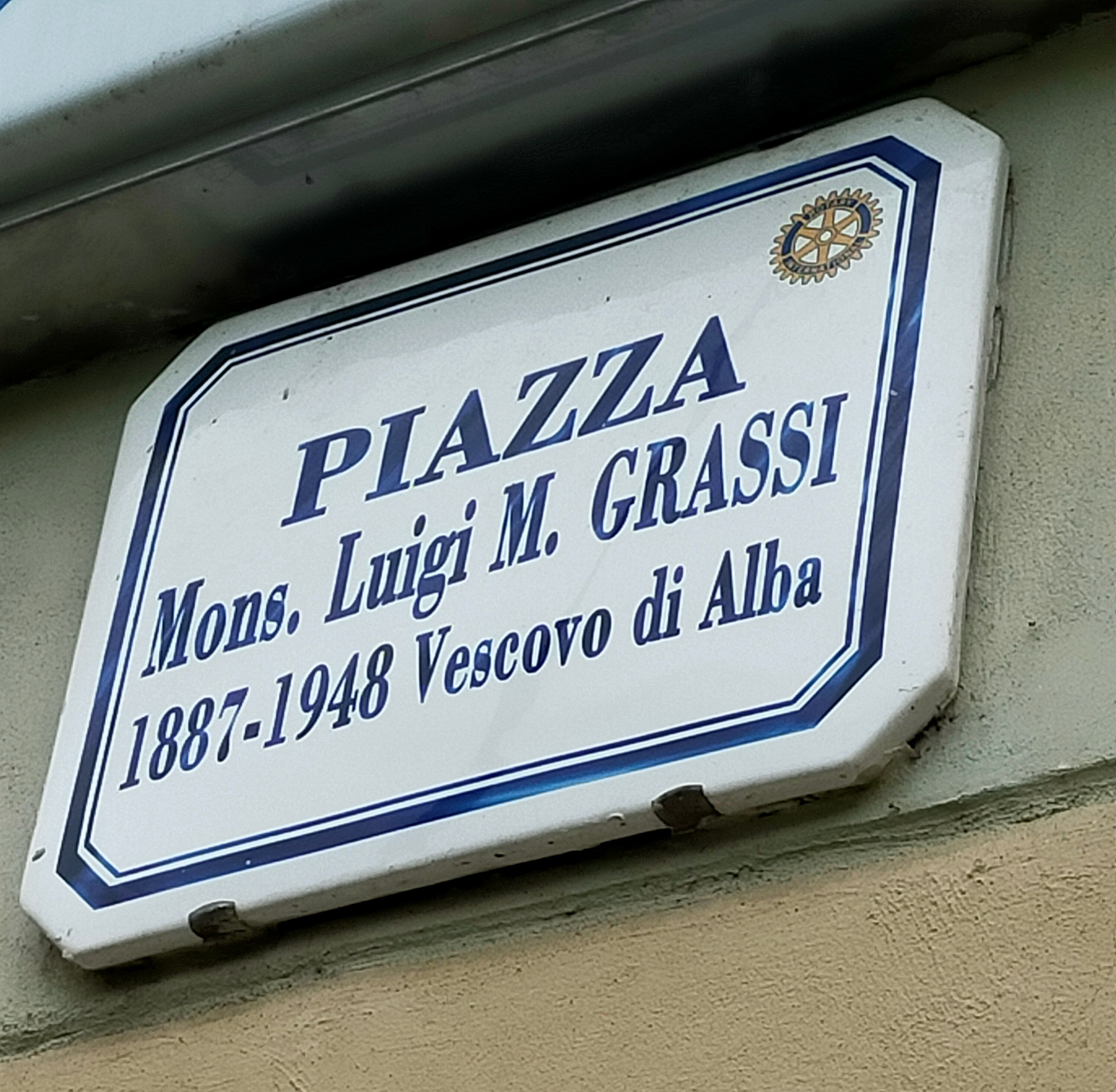
Insegna di piazza Monsignor Grassi ad Alba

Nato a Mondovì, in provincia di Cuneo, Grassi divenne dapprima sacerdote e, successivamente, religioso barnabita. Durante la prima guerra mondiale prestò servizio militare di sanità. Sul finire degli anni venti divenne vicerettore e poi rettore del collegio Carlo Alberto di Moncalieri. Sempre a Moncalieri, istituì la Conferenza di san Vincenzo, rivolta ai liceali, e l'Associazione Interna di Azione Cattolica, una delle prime d'Italia. Il suo impegno nei confronti dell'Azione Cattolica si concretizzò in altre iniziative, quali la scelta di trasformare la località di Altavilla in un punto di ritrovo per l'A.C. della diocesi, e a un sensibile aumento degli iscritti all'associazione nel territorio. Nel 1933 venne nominato vescovo di Alba. Durante gli anni trenta, fece costruire il Seminario minore e l'Ufficio catechistico diocesano; fece anche restaurare diverse chiese parrocchiali. Sollecitava la preparazione dei catechisti.
Quando il regime fascista, infastidito dall'opera di proselitismo dell'Azione Cattolica, promulgò il divieto di portare il distintivo dell'associazione, Grassi invitò i giovani alla disobbedienza. Ciò spinse l'ambasciatore d'Italia ad intervenire presso la Santa Sede, e la segreteria di Stato vaticana a richiamare il vescovo.
Grassi viene ricordato principalmente perché, durante la seconda guerra mondiale, fece da mediatore con i nazifascisti, mettendo talvolta a rischio la propria vita, per evitare spargimenti di sangue ad Alba, e liberare ostaggi e prigionieri dei campi di concentramento. Nel 1943 impedì, grazie alla sua azione diplomatica, la deportazione dei soldati del presidio di Alba. In seguito al 25 aprile 1945, si impegnò a salvare i fascisti prigionieri che i partigiani locali, contrariamente agli ordini del CLN, volevano giustiziare.
Nel 1946 scrisse La tortura di Alba e dell'albese, diario che documenta gli eventi della Resistenza ad Alba.
Morì nel 1948, e venne sepolto nella cattedrale di Alba.

## Riconoscimenti
Il 31 ottobre 1945, la Consulta comunale, su proposta di Teodoro Bubbio e la Giunta popolare, conferì la cittadinanza onoraria della città di Alba a Grassi.

## Opere
- La tortura di Alba e dell'Albese, 1946.

## Genealogia episcopale
La genealogia episcopale è:
- Cardinale Scipione Rebiba
- Cardinale Giulio Antonio Santori
- Cardinale Girolamo Bernerio, O.P.
- Arcivescovo Galeazzo Sanvitale
- Cardinale Ludovico Ludovisi
- Cardinale Luigi Caetani
- Cardinale Ulderico Carpegna
- Cardinale Paluzzo Paluzzi Altieri degli Albertoni
- Papa Benedetto XIII
- Papa Benedetto XIV
- Cardinale Enrico Enriquez
- Arcivescovo Manuel Quintano Bonifaz
- Cardinale Buenaventura Córdoba Espinosa de la Cerda
- Cardinale Giuseppe Maria Doria Pamphilj
- Papa Pio VIII
- Papa Pio IX
- Cardinale Alessandro Franchi
- Cardinale Giovanni Simeoni
- Cardinale Antonio Agliardi
- Vescovo Giacinto Arcangeli
- Cardinale Giuseppe Gamba
- Cardinale Maurilio Fossati, O.SS.G.C.N.
- Vescovo Luigi Maria Grassi, B.